# تحليل متدفق
تحليل متدفق (بالإنجليزية: Stream Processing)‏ وهو نموذج من البرمجة بواسطة الحاسوب والتي تمكن بعض البرامج من الاستفادة من الحوسبة المتوازية. فهذه البرامج تستطيع التحليل على عدة وحدات تحليلية مثل وحدات التحليل الفاصلة العائمة الموجودة داخل وحدة معالجة الرسوميات بدون الحاجة إلى إدارة التوزيع التحليل بشكل مُوسّع، وبدون الحاجة إلى تزامن أو تواصل وحدات التحليل فيما بينها.